# Dzwonnica w Aughagower
Dzwonnica w Aughagower – dzwonnica znajdująca się w miejscowości Aughagower, w hrabstwie Mayo, w Irlandii. Stoi ona przy ruinach dawnego, średniowiecznego kościoła. Prawdopodobnie przechowywano w niej kościelny majątek.

## Historia
Dzwonnica została wybudowana w latach 973–1013 na rozkaz Briana Śmiałego. Jest praktycznie w nienaruszonym stanie (brakuje tylko stożka wieży oraz jest lekko uszkodzony mur na szczycie wieży od strony północnej). Wieża została częściowo odrestaurowana w 1969 roku.

## Architektura
Dzwonnica jest lekko przechylona na północ. Oryginalne, łukowo sklepione drzwi, skierowane są w kierunku wschodnim i znajdują się na wysokości 2,2 metra. Kolejne, znajdujące się na poziomie gruntu i zwieńczone nadprożem, drzwi, zostały usytuowane w kierunku północno-zachodnim. Budynek posiada 3 okna, z których jedno, najniższe, jest zablokowane. Dzwonnica nie ma dachu. Jej wysokość wynosi 16 metrów, średnica ok. 5 metrów, a obwód 15,76 metra.

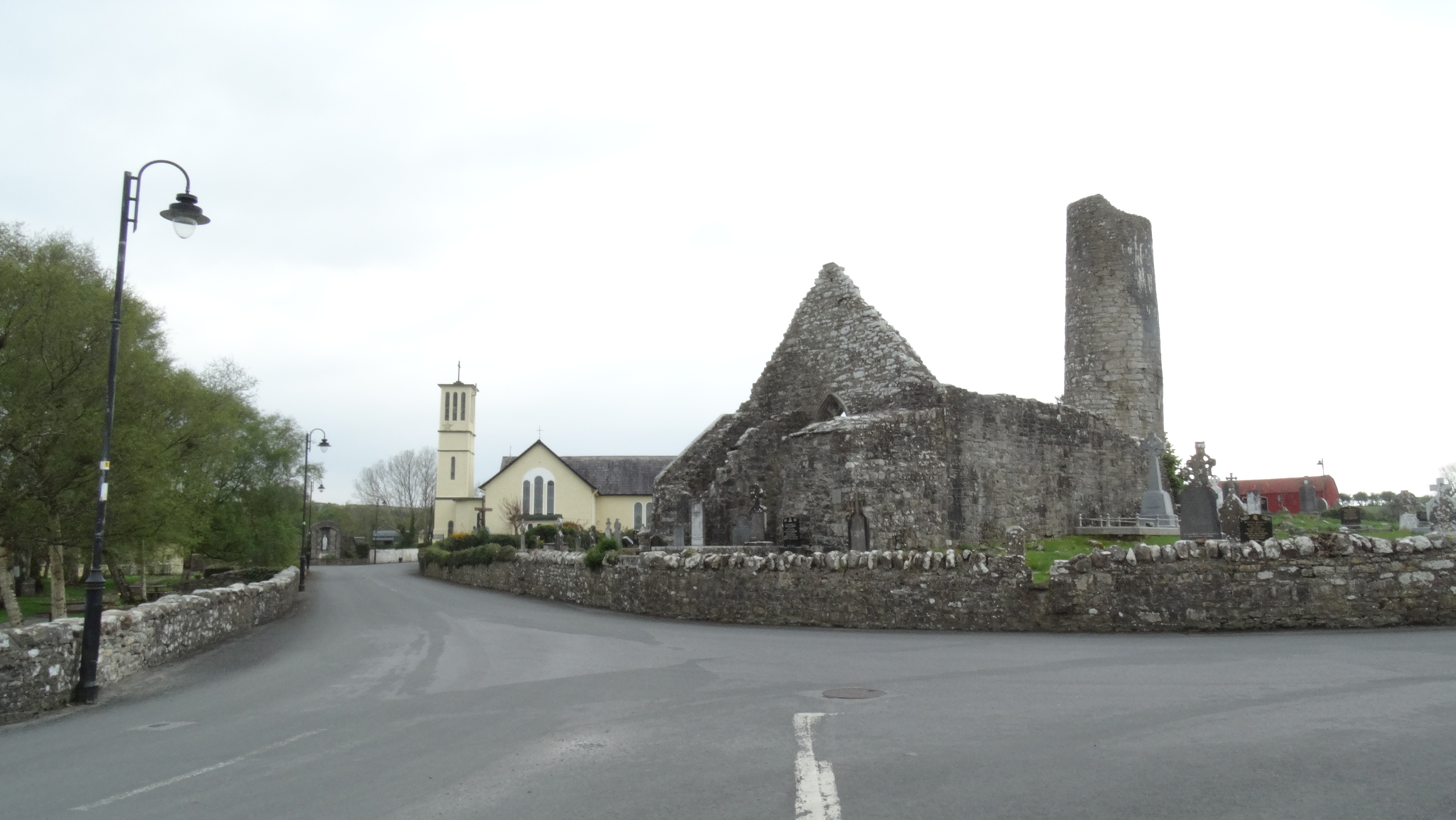
Dzwonnica Aughagower i ruiny kościoła
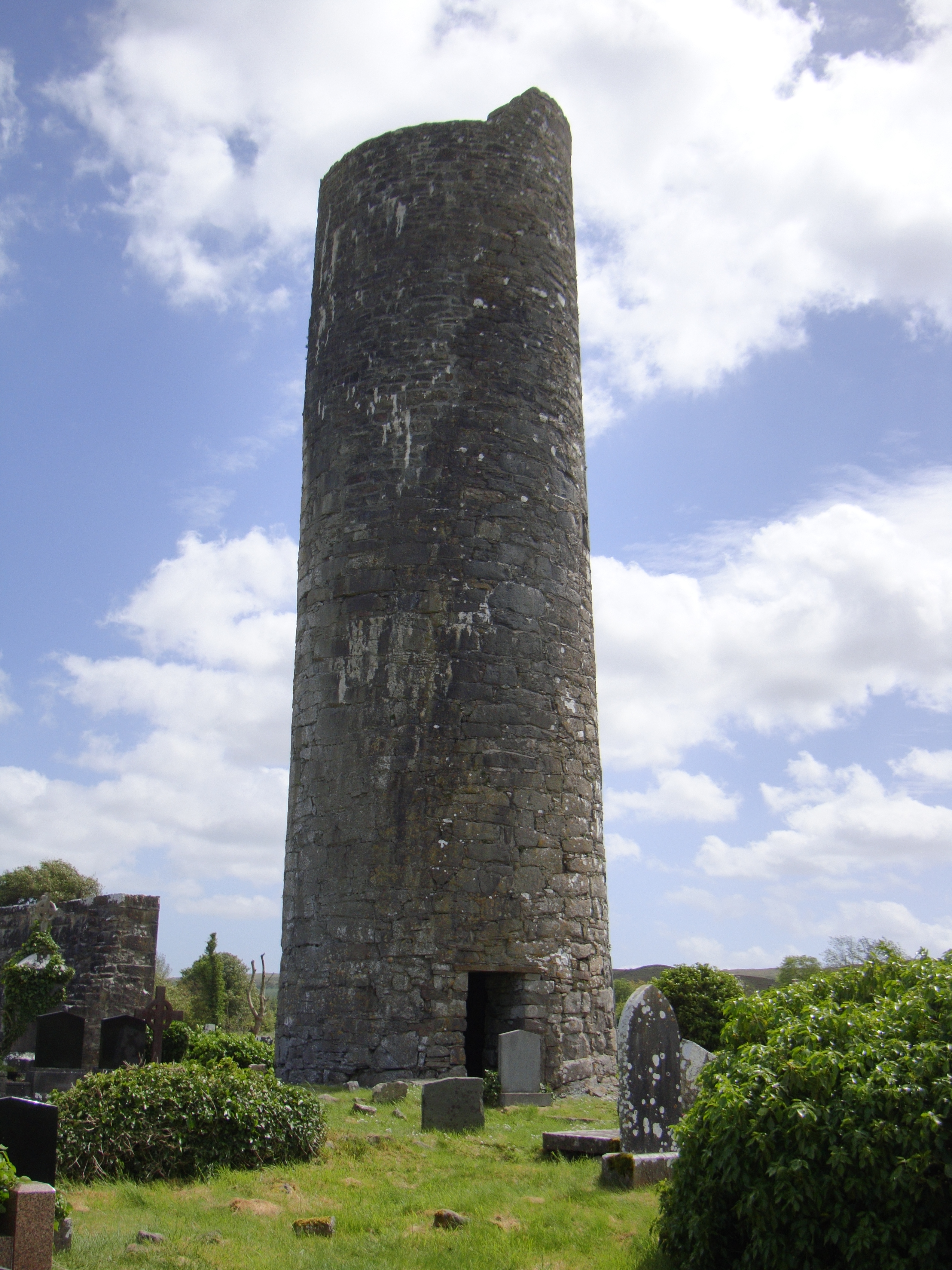
Dzwonnica Aughagower z widocznym uszkodzeniem murka na szczycie wieży
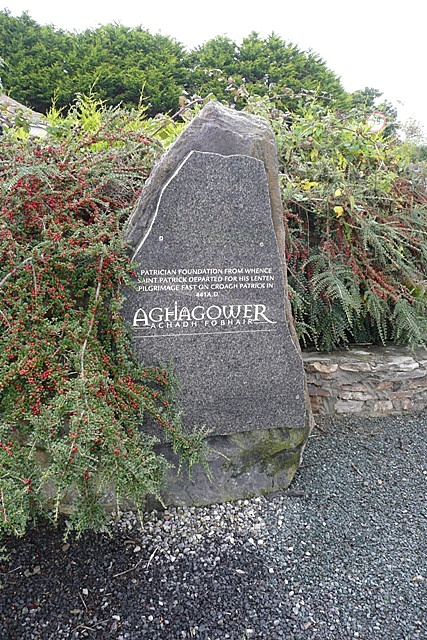
Fragment ściany wieży, który znajdował się na jej szczycie